# Călărașii Vechi
Călărașii Vechi – wieś w Rumunii, w okręgu Călărași, w gminie Cuza Vodă. W 2011 roku liczyła 642 mieszkańców.